# Schefflera littoralis
Schefflera littoralis är en araliaväxtart som först beskrevs av Friedrich Anton Wilhelm Miquel, och fick sitt nu gällande namn av Hermann August Theodor Harms. Schefflera littoralis ingår i släktet Schefflera och familjen araliaväxter. Inga underarter finns listade.